# Gjorgji Hrisztov
Gjorgji Hrisztov (cirill betűkkel: Ѓорѓи Христов ; Bitola, 1976. január 30. –) egykori macedón labdarúgó.

## Góljai a macedón válogatottban
| #          | Dátum               | Ellenfél      | Eredmény | Kiírás              | Esemény     |
| ---------- | ------------------- | ------------- | -------- | ------------------- | ----------- |
| 1.         | 1995. május 10.     | Örményország  | 2 – 2    | Eb-selejtező        | 59'         |
| 2.         | 1996. november 9.   | Liechtenstein | 11 – 1   | Vb-selejtező        | 23'         |
| 3.         | 1997. április 2.    | Írország      | 3 – 2    | Vb-selejtező        | 59' 78'     |
| 4.         | 1997. június 7.     | Izland        | 1 – 0    | Vb-selejtező        | 53'         |
| 5.         | 1998. március 25.   | Bulgária      | 1 – 0    | barátságos mérkőzés | 40'         |
| 6.         | 1998. április 18.   | Dél-Korea     | 2 – 2    | barátságos mérkőzés | 56'         |
| 7. és 8.   | 1998. április 20.   | Jamaica       | 2 – 1    | LG-kupa             | 17' 45' 83' |
| 9.         | 2000. június 9.     | Irán          | 1 – 3    | LG-kupa             | 5' 14' 65'  |
| 10. és 11. | 2000. október 6.    | Azerbajdzsán  | 3 – 0    | Vb-selejtező        | 34' 42' 55' |
| 12.        | 2001. február 28.   | Csehország    | 1 – 1    | barátságos mérkőzés | 34' 90'     |
| 13.        | 2002. augusztus 21. | Málta         | 5 – 0    | barátságos mérkőzés | 56' 65'     |
| 14.        | 2002. szeptember 8. | Liechtenstein | 1 – 1    | Eb-selejtező        | 8' 58'      |
| 15.        | 2003. szeptember 6. | Anglia        | 1 – 2    | Eb-selejtező        | 28' 69' 88' |

## Sikerei, díjai
Debreceni VSC:
- Magyar labdarúgó-bajnokság: 2005–06

FC Den Bosch:
- Jupiler League bronzérmes: 2007-08